# Chaînon Commonwealth
Le chaînon Commonwealth (en anglais : Commonwealth Range) est un massif montagneux de la chaîne de la Reine-Maud, dans la chaîne Transantarctique, en Antarctique.
Son point culminant, le Flat Top, s'élève à 4 000 mètres d'altitude.